# Titularbistum Batnae
Batnae (ital.: Batne) ist ein Titularbistum der römisch-katholischen Kirche. 
Es geht zurück auf einen untergegangenen Bischofssitz in der gleichnamigen antiken Stadt (heute Suruç), in der römischen Provinz Mesopotamia bzw. Osrhoene in der Türkei. Er gehörte der Kirchenprovinz Edessa an.
| Titularbischöfe von Batnae |                                     |                                                                             |                    |               |
| Nr.                        | Name                                | Amt                                                                         | von                | bis           |
| 1                          | Gabriel Naamo                       | Apostolischer Administrator von Gazireh (Türkei)                            | 30. September 1938 | 28. Juni 1957 |
| 2                          | Simeon Kokov OFMCap (Simeon Kokoff) | Apostolischer Administrator von Sofia und Plowdiw (Volksrepublik Bulgarien) | 20. April 1958     | 11. Juli 1974 |